# Ель Раваль
41°22′48″ пн. ш. 2°10′07″ сх. д. / 41.38° пн. ш. 2.16861° сх. д.

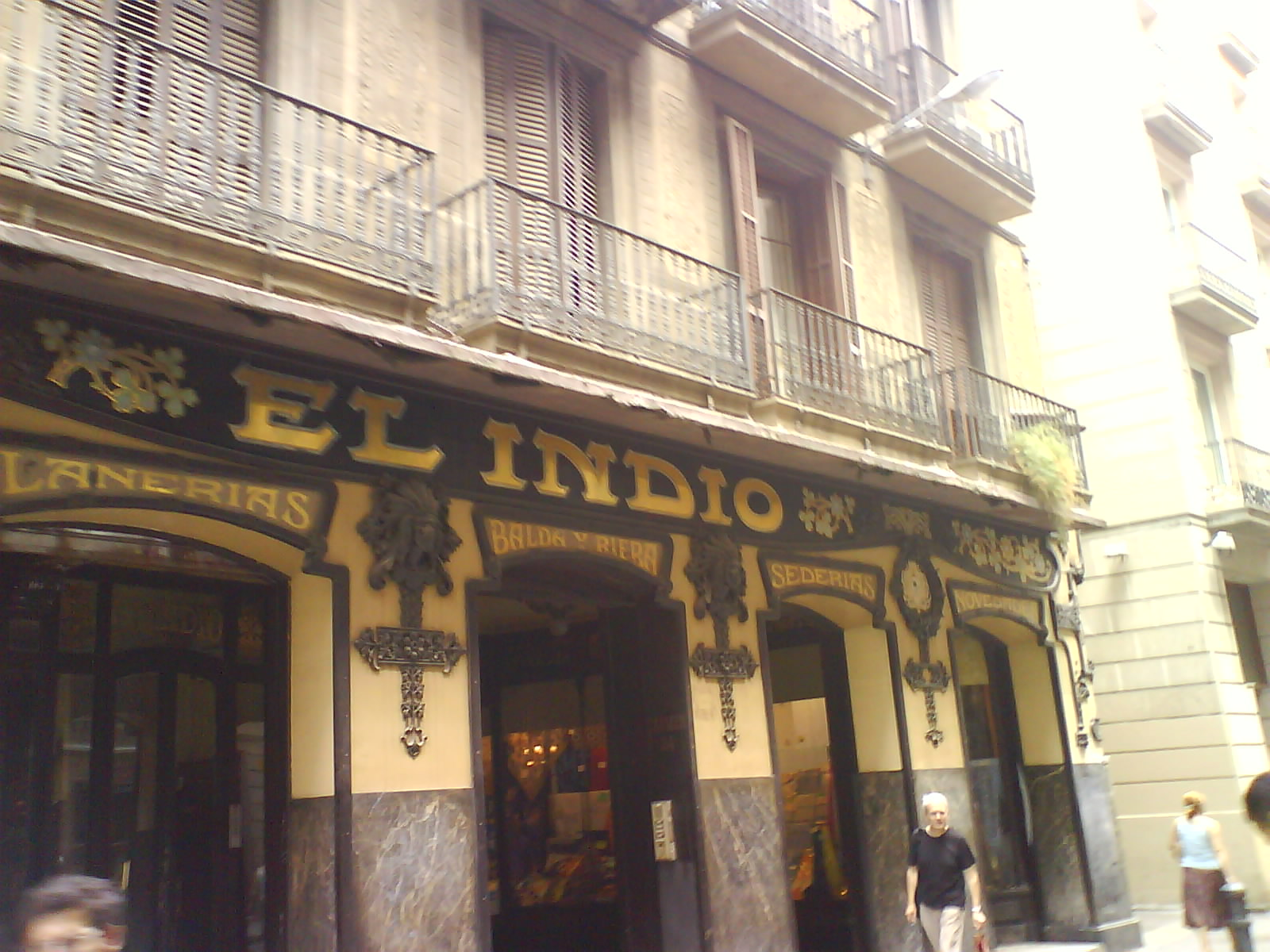
Вулиця Каррер дель Карме

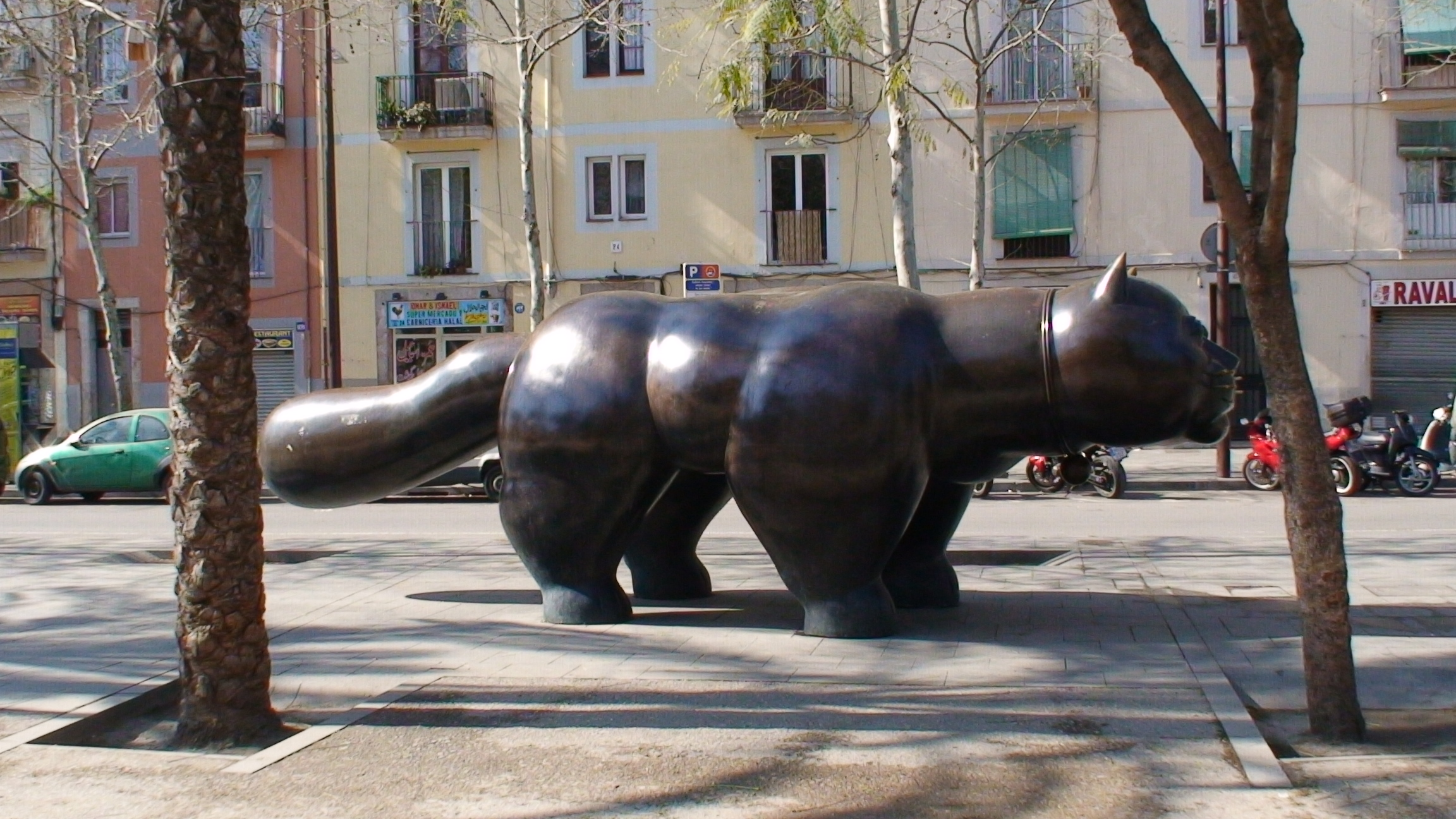
Кіт Раваль, скульптура Фернандо Ботеро

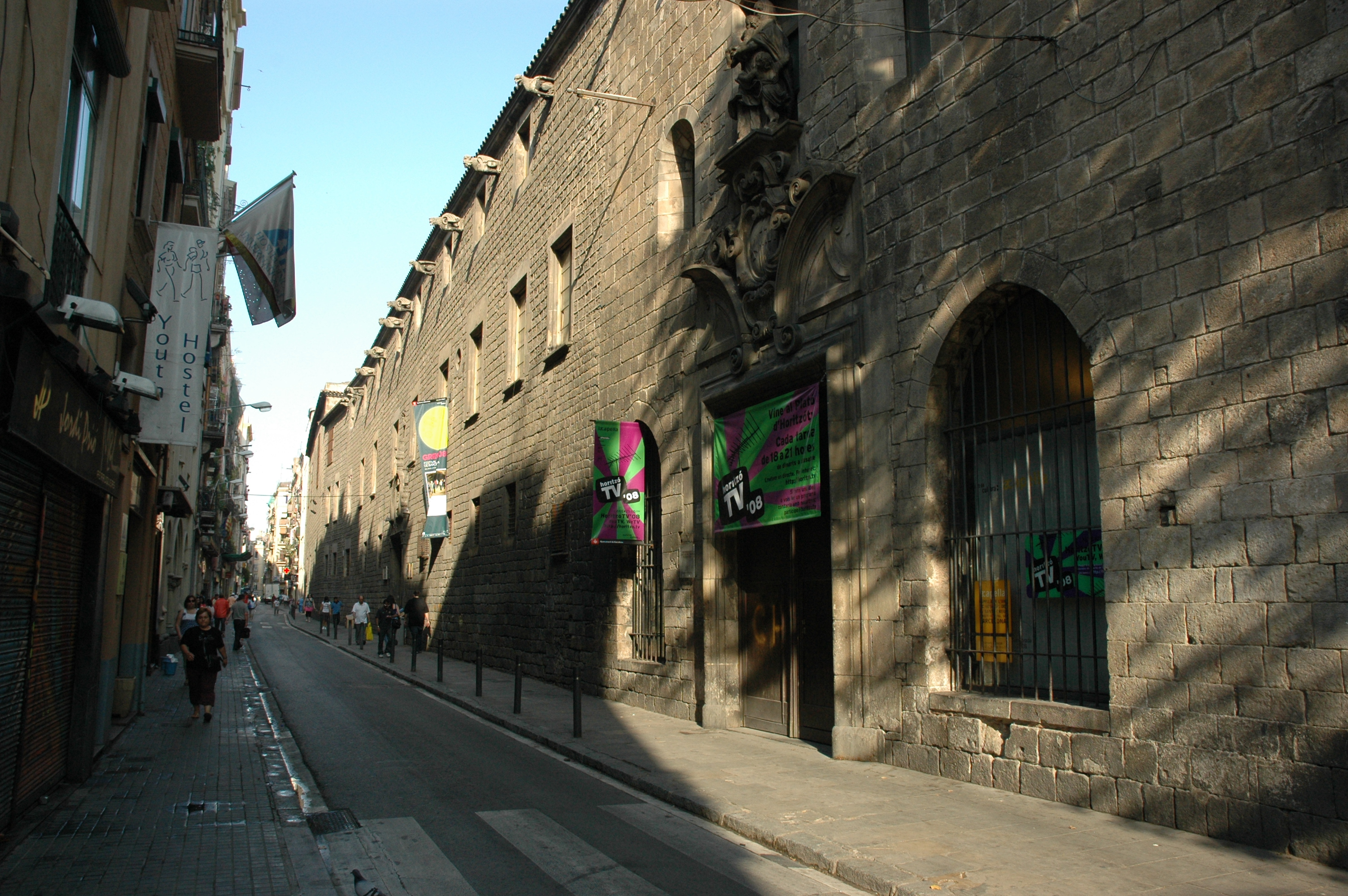
Вулиця Каррер де л'Оспіталь

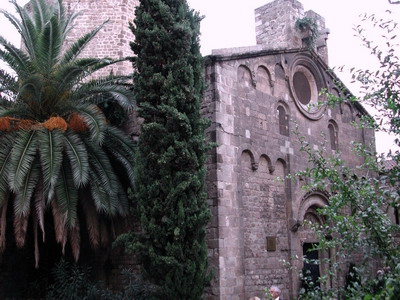
Церква монастиря Сан Пабло дель Кампо

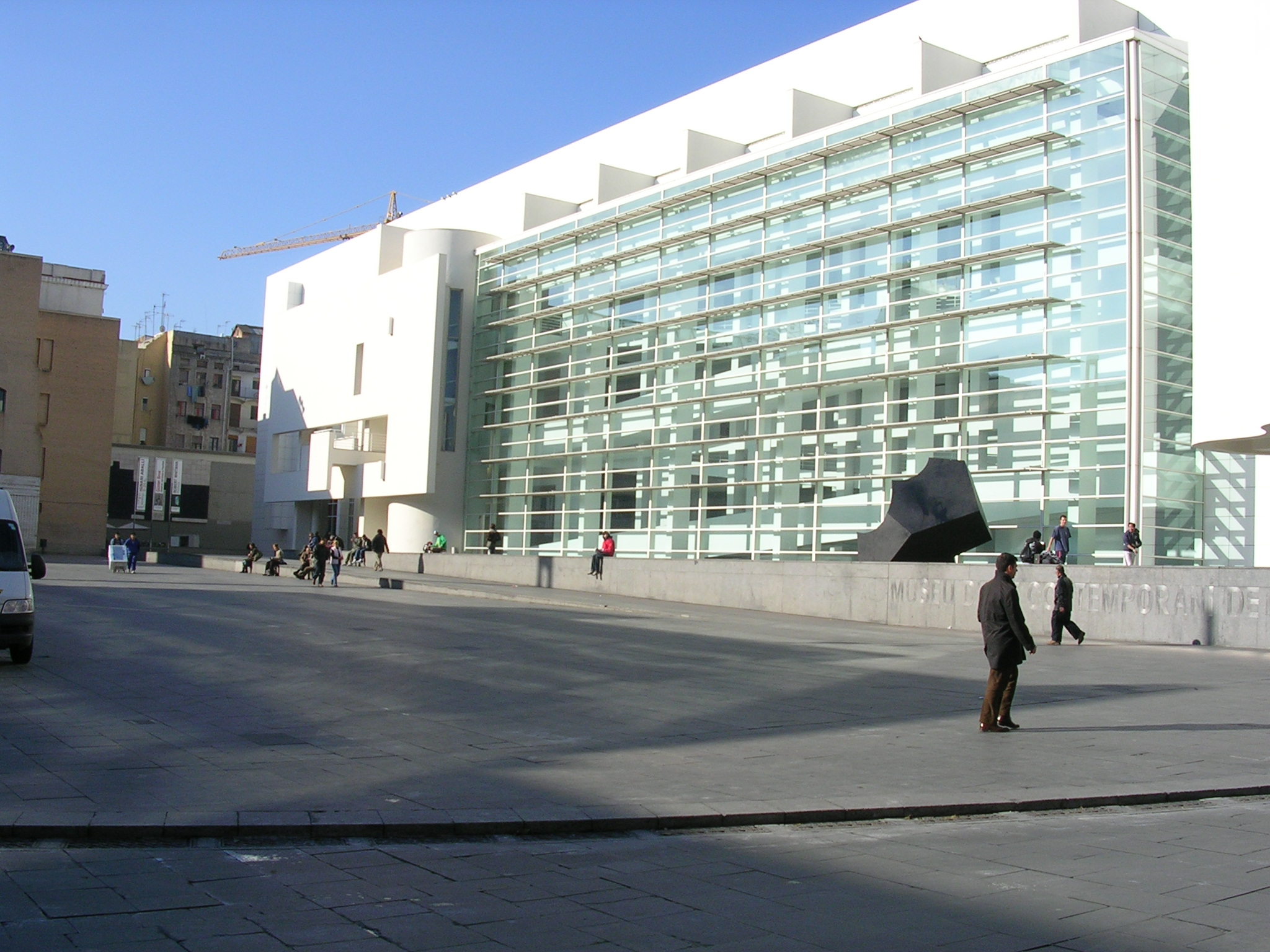
Пласа делс Анхелс із Музеєм сучасного мистецтва

Ель Раваль (ісп. El Raval, кат. El Raval) — підрайон Барселони з порядковим номером 1, розташований в районі Старе місто (ісп. Ciutat Vella). Населення на початок 2016 складало 47 129 осіб.
Ель Раваль межує з підрайоном Ель Побле-сек району Сантс-Монтжуїк, кордоном є авенида де Паралело , а також підрайонами Сант Антони  та Готичним кварталом, кордонами служать вулиці Пелайо  та Ла-Рамбла. Серед головних вулиць Ель Раваль виділяються вулиці Каррер дель Карме, Ноу де ла Рамбла та Рамбла-дель-Раваль.
В Ель Раваль мешкають вихідці з багатьох країн, на його вулицях можна побачити магазини представників різних національностей та культур — від магазинів традиційних товарів до сучасних модних магазинів. Завдяки наявності китайської діаспори Ель Раваль отримав неофіційну назву "Китайський квартал" ( ісп. Barrio Chino), цю назву вигадав журналіст Пако Мадрид  у статті, опублікованій у тижневику El Escándalo. Жителі району надихали художників, таких як Пабло Пікассо в період його творчості, що називається синім періодом  (1901-1904).

## Визначні пам'ятки
В Ель Раваль знаходяться архітектурні споруди різних епох і стилів - від старовинних, як монастир X століття Сан Пабло дель Кампо , церква Святого Августина  XVIII століття або заснований у XIII столітті ринок Бокерія - до сучасних об'єктів культури та відпочинку, як, наприклад, Музей сучасного мистецтва та Центр сучасної культури .
В Ель Раваль знаходиться палац Гуель - житловий будинок, одна з ранніх робіт знаменитого архітектора Антоні Гауді, збудований на замовлення шанувальника його таланту, каталонського промисловця Еусебі Гуеля; на вулиці Рамбла-дель-Раваль знаходиться «Кіт Раваль» (ісп. Gato del Raval) - скульптура величезного кота роботи скульптора Фернандо Ботеро.
Ель Раваль також є одним із «найтеатральніших» районів Барселони. Найстаріший театр тут був створений у дворі лікарня Святого Хреста  за указом короля Філіпа II (1556-1598), який надав лікарні можливість збудувати театр, щоб забезпечити надходження коштів. Згодом, в 1847 на Рамбла побудований великий театр Лісео, який зараз є одним із найважливіших театрів Барселони. Також на вулиці Оспіталь були відкриті театри Одеон  та театр Ромеа, а на вулиці Монтсеррат в 1853 відкрився Teatre Circ Barcelonès. Ці театри стали основою розвитку театрального мистецтва в Каталонії. Нові театри в Ель Раваль створювалися і в XX столітті - як, наприклад, театр Гойя , що відкрився в 1916 на вулиці Хоакін Коста, і театр «Поліорама» , що відкрився в 1899 на Рамбла як кінотеатр, і в 1982 перепрофільований в театр.